# بخش مرکزی شهرستان قدس
بخش مرکزی شهرستان قدس یکی از بخش‌های شهرستان قدس در استان تهران ایران است.

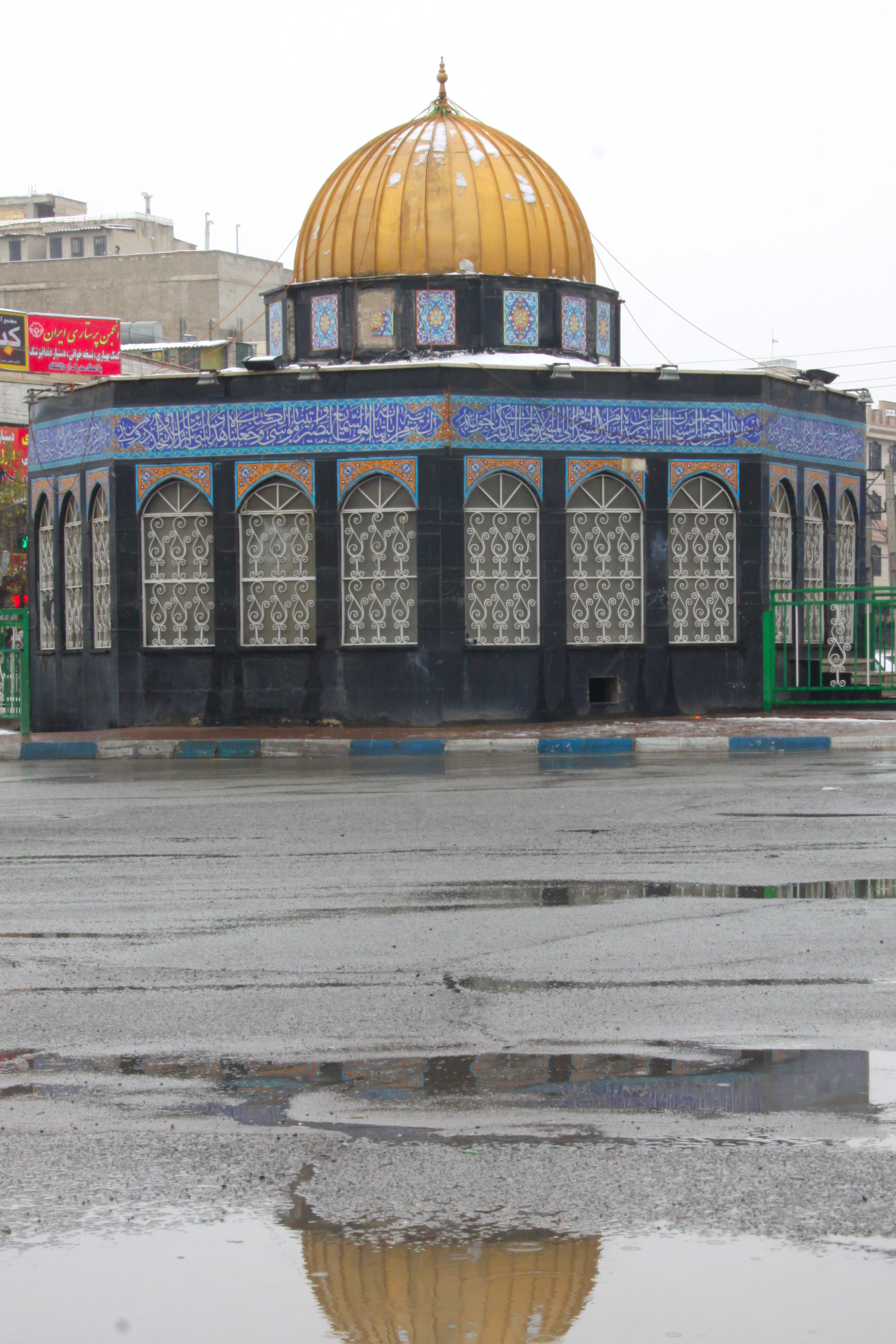
میدان قدس

## جمعیت
بنابر سرشماری مرکز آمار ایران، جمعیت بخش مرکزی شهرستان قدس در سال ۱۳۹۵ برابر با ۳۱۶٬۶۳۶ نفر بوده‌است.

## تقسیمات کشوری
- بخش مرکزی (شهرستان قدس)
  - دهستان دانش
  - دهستان هفت جوی

شهرها: قدس